# The House of the Dead III
The House of the Dead III (ザ・ハウス・オブ・ザ・デッド III , Za Hausu obu za Deddo III  ) è il terzo episodio della serie di videogiochi The House of the Dead, sviluppato da Wow Entertainment per il sistema arcade Sega Chihiro nel 2002. Il gioco fu successivamente pubblicato anche su Xbox, Windows, Wii e in formato digitale sul PlayStation Network. La versione per Wii è una raccolta che comprende sia questo episodio che quello precedente, The House of the Dead 2, in un unico disco col titolo The House of the Dead 2 & 3 Return. La versione Xbox contiene anche The House of the Dead 2, ma come opzione sbloccabile. Come i suoi predecessori, è uno sparatutto in prima persona di ambientazione horror, i cui protagonisti per la prima volta vengono cambiati con l'avanzare del gioco
Nel novembre del 2024 il regista Paul WS Anderson ha dichiarato di realizzare un film basato sul franchise di The House of the Dead: nello specifico sarà la trasposizione proprio del terzo capitolo 

## Trama
Nel 2019 il mondo è dominato dagli zombi. Per far cessare il loro controllo, l'ex agente dell'AMS Thomas Rogan si avventura in un laboratorio della DBR assieme ai suoi uomini per trovare ciò che permette agli zombi di moltiplicarsi. La maggior parte di loro viene eliminata, e quando finalmente Rogan raggiunge la fonte viene tramortito dal boss Morte. Prima che la schermata di gioco diventi scura, si vede un uomo avvicinarsi a Rogan, che lo riconosce. Due settimane dopo, non avendo più avuto alcun contatto col suo collega, l'agente G raggiunge la struttura con la figlia dell'amico, Lisa. Mentre avanzano, ai loro discorsi sulla tragedia di Villa Curien del 1998 si alternano filmati dello scienziato, grazie ai quali si scopre come era iniziato tutto: Curien aveva un figlio, Daniel, che aveva contratto una malattia mortale, e per curarlo lo scienziato aveva scoperto particolari geni in grado di "rimuovere la barriera tra la vita e la morte". Ossessionato tuttavia dalla sua scoperta, Curien decise di continuare le sue ricerche, creando così il Mago, apparso nel primo The House of the Dead. G e Lisa ritroveranno Rogan con Daniel, il quale accompagna la ragazza al cospetto della fonte d'energia degli zombi, la Ruota del Destino, che alla fine si scoprirà essere Curien stesso, e insieme riescono a distruggerla. A questo punto sono disponibili quattro finali differenti:
- 1) Gli eroi si allontanano dal laboratorio, ma a un certo punto Daniel si ferma un istante a guardare la struttura e promette che "se gli umani dovessero intraprendere la strada sbagliata" sarebbe tornato.
- 2) Finale molto simile al primo con la differenza che Daniel, non sapendo come trascorrere il resto della sua vita (e forse a causa del medicinale che il padre gli aveva dato) impazzisce e si trasforma in uno zombi.
- 3) Lisa si mette ad inseguire la sua macchina che è stata rubata da uno zombi rimasto in circolazione.
- 4) Nella stanza dove si è combattuta la battaglia finale, un uomo di cui non si vede il volto si avvicina zoppicando alla fiala che conteneva ciò che aveva curato Daniel, dopodiché se ne va dicendo: "Sembra che non abbia capito quale fosse il suo vero scopo." SEGA non ha ancora reso pubblica la vera identità di quest'uomo, ma molti fan della serie hanno provato a formulare diverse ipotesi su chi possa essere. Prima dell'uscita del quinto capitolo canonico della serie House of the Dead: Scarlet Dawn tutti lo conoscevano col nome di "Mistery Man", e in quel gioco si scopre che il vero nome del Mister Man è Thornheart.

## Doppiatori
- David Nowlin: Thomas Rogan
- Chris Murphy: agente G
- Brandy Collazo: Lisa Rogan
- Kevin Miller: Daniel Curien

## Colonna sonora
Le musiche si devono a Eriko Sakurai.